# Kanton Châteaurenard
Kanton Châteaurenard is een kanton van het Franse departement Bouches-du-Rhône. Het kanton maakt deel uit van het arrondissement Arles.

## Gemeenten
Het kanton Châteaurenard omvatte tot 2014 de volgende 6 gemeenten:
- Barbentane
- Châteaurenard (hoofdplaats)
- Eyragues
- Graveson
- Noves
- Rognonas

Bij de herindeling van de kantons door het decreet van 27 februari 2014, met uitwerking op 22 maart 2015, werden daar de volgende 9 gemeenten aan toegevoegd :
- Boulbon
- Cabannes
- Maillane
- Saint-Pierre-de-Mézoargues
- Mollégès
- Plan-d'Orgon
- Saint-Andiol
- Tarascon
- Verquières